# ファミリー劇場
株式会社ファミリー劇場（ファミリーげきじょう）は、主に日本のテレビドラマ、アニメ、特撮などを24時間放送する専門チャンネル「ファミリー劇場」の運営事業者。通称ファミ劇。
スカパー!プレミアムサービス、スカパー!（東経110度CS放送）、ケーブルテレビ、ひかりTV等へ番組供給を行っている。東北新社グループ傘下で、主な株主は東映、東宝、バンダイナムコグループなど。

## 概要
東北新社を中心に設立（2005年度に子会社化）され、1996年1月1日に放送開始。開局当初から2001年までは「ドラマ・アニメ・バラエティー ニッポンのテレビ探検チャンネル」をキャッチコピーに、一日22時間の放送で、ドラマ、アニメ、特撮、時代劇などジャンル、制作会社、放送局（民放）を問わずに編成。放送開始当初は競合チャンネルがほとんど無かったこともあり、制作会社を限定しないオープンな番組編成を目指したが、開局後しばらくは東宝製作のドラマ（『37階の男』『プロファイター』『黒い髪の智子』など）を繰り返し放送していた時期があった。
次第に放送番組の本数が増加してきた1997年あたりからは、各ジャンルごとに競合するチャンネル数も増えたため、「過去の民放テレビ局の番組を多く再放送するCSチャンネル」という開局時のチャンネルコンセプトを修正する必要に迫られた。パーフェクTV!開局からディレクTV末期には主に主要株主である東映、東宝、日本アニメーションといった各社の作品を中心に編成するようになる。
2000年5月には各ジャンルを時間帯分けしたゾーン編成となり、各番組枠には「ボクもママも夢中!/オトナが熱中! アニメ&ヒーローアワー」、「国民的大ヒット!/お宝発見! ドラマアワー」、「チャンバラバンザイ! 時代劇アワー」、「みんな大好き!  バラエティアワー」などにタイトルが分類されるようになる。その後、2002年秋の改編にて、生活時間帯に応じた編成となり、例えば早朝6:00 - 7:00をお年寄りの生活時間帯として「早起きシニアアワー」とし、時代劇を放送するといった具合で編成するようになる。
2001年5月より24時間放送となり、キャッチコピーも「ドラマ・アニメ・バラエティー 24時間ゴールデンタイムチャンネル」に変更される。2002年7月より本チャンネルでは最初となるオリジナルアニメ『最終兵器彼女』の放送を開始したのをきっかけに、オリジナル作品の製作や、新作の編成も行うようになった。以後「アニメ企画大賞」受賞作品『風人物語』をPPVで特別放送したり、近年では『AKB48 ネ申テレビ』などといった自社オリジナルのバラエティ番組や『緊急検証!シリーズ第○弾』といったスペシャル番組も放送している。アニメを除くオリジナル番組は親会社である東北新社が制作しており、番組やホームページ等で表記される著作権は「ファミリー劇場」ではなく「©東北新社」となる。
2003年より円谷プロダクション制作のウルトラシリーズをCSで最初に放送したほか、2004年以降はNHKで放送した番組（「朝の連続テレビ小説」、「NHK大河ドラマ」、『できるかな』、『コメディーお江戸でござる』など）の放送も増加。2009年からテレビ放送黎明期の作品や、過去に本チャンネルで放映された作品をニュープリントやHDリマスター等のデジタルリメイクをして再放送されている作品も多い。
その後、2000年代後半以降、土曜日の夜19時から24時枠に刑事ドラマのみを編成する「デカ劇場」、日曜日の夜8時台に『ドリフ大爆笑』を放送する「8時だョ!日曜ドリフ横丁」など、各時間帯に特定のジャンルに絞った編成が行われるようになる。現在は主に平日の夜9時、11時枠に各曜日ごとに内容の異なるベルト編成枠を設けている（現在の基本編成についてはこちらを参照）。また、現在は主に『ネ申テレビ』を放送している日曜日の夕方の時間帯にAKB48のライブや関連番組を編成しているほか、不定期で祝日などにAKB48グループの特集企画を長時間編成することもある。
また、2010年代以降は日本テレビ系列で過去に放送された番組を中心に放送することも多い。2012年以降では『ザ・トップテン』、『天才・たけしの元気が出るテレビ!!』などの番組が放送されているほか、最近では『アメリカ横断ウルトラクイズ』の集中編成をはじめとして『木曜スペシャル』で放送した作品を放送することがある。この他、メディアミックス・ジャパン（MMJ）が過去に制作したテレビドラマの放送にも積極的で、『特命係長 只野仁シリーズ』（テレビ朝日）や『チーム・バチスタシリーズ』、『ヒミツの花園』（関西テレビ）などの作品が放送されている。
この他、年末年始やゴールデンウィークを中心に、毎回テーマの異なる24時間特集編成を行うこともある。

## 沿革
- 1995年11月28日 - 株式会社ファミリー劇場設立。
- 1996年
  - 1月1日 - 「ファミリー劇場」開局（ケーブルテレビ、CSアナログ放送「スカイポートTV」S-16ch）。放送時間は7:00 - 29:00（翌朝5時）。月額視聴料金550円。
  - 10月1日 - パーフェクTV!（現・スカパー!プレミアムサービス（標準画質））Ch.361放送開始。
- 1997年12月1日 - 衛星デジタル放送ディレクTVCh.263で放送開始。
- 1998年6月 - スカイポートTVの放送終了。
- 2000年
  - 5月8日 - 番組編成が各ジャンルごとのゾーン編成となる。放送時間も1時間繰り上がり6:00 - 28:00（翌朝4時）に。
  - 9月30日 - ディレクTVの放送終了。
- 2001年5月 - 24時間放送開始。タイムテーブルのゾーン配置換え。
- 2002年
  - 7月 - スカイパーフェクTV!2（後のスカイパーフェクTV!110・スカパー!e2、現・スカパー!）CS.165で放送開始（委託放送事業者はシー・ティ・ビー・エス（C-TBS））。初のオリジナルアニメ『最終兵器彼女』放送。
  - 10月 - 生活時間帯による時間ごとのゾーン分け編成に。
  - 12月 - ウルトラシリーズCS独占放送開始。
- 2003年4月 - 月額視聴料金を300円に引き下げ。
- 2004年
  - 1月 - NHK制作作品のCS放送を開始。
  - 10月 - スカパー! PPVでファミリー劇場Presentsオリジナルアニメ『風人物語』を放送。
- 2005年
  - 5月 - 月額視聴料金を525円に引き上げ。
  - 8月31日 - スカイパーフェクTV!110の放送チャンネルがCh.165からCh.293に変更。
- 2006年1月1日 - 放送開始10周年を迎える。
- 2009年10月 - スカパー!HD（現・スカパー!プレミアムサービス）にてハイビジョン放送開始（チャンネル名は「ファミリー劇場HD」）。月額視聴料金を735円に引き上げ。
- 2012年
  - 2月10日 - 総務省から東経110度CS放送の衛星基幹放送業務の認定が適当と認められる[1]。
  - 7月1日 - スカパー!e2にてハイビジョン放送を開始（チャンネル番号はCh.293のまま変更なし）。字幕放送（スカパー!e2のみ）、解説放送（全媒体）を開始。衛星基幹放送事業者をC-TBSから承継し、直営放送に移行した。
- 2014年
  - 4月1日 - 消費税増税に伴い月額視聴料金を756円に引き上げ。
- 2016年12月1日 - スカパー!プレミアムサービスの衛星一般放送事業者が、スカパー・ブロードキャスティングからスカパー・エンターテイメントに変更。
- 2017年
  - 9月 - スカパー!の衛星基幹放送事業者が東北新社メディアサービスに変更された。
  - 12月 - 会員制動画配信サービス「ファミリー劇場CLUB」を開設。オリジナル連続ドラマ『私、やりますって!』を配信[2]。

## 主な番組
主要株主である東映、東宝をはじめ、円谷プロダクション、国際放映、日本アニメーション、イザワオフィスなどで制作された作品を中心に編成している。主要民放（日本テレビ系列、テレビ朝日系列、TBS系列、テレビ東京系列、フジテレビ系列）やNHKで放送された番組をはじめとして、自社オリジナル作品も多く放送するほか、WOWOWや独立局で放送された作品も放送する。主に放送されている作品は以下に記す。

### ドラマ
- 太陽にほえろ! HDリマスター版
- 西部警察 HDリマスター版
- 私鉄沿線97分署 HDリマスター版
- ゴリラ・警視庁捜査第8班 HDリマスター版
- 代表取締役刑事 HDリマスター版
- 風の刑事・東京発!
- 連続テレビ小説（NHK）
  - おしん
  - ゲゲゲの女房
  - カーネーション
  - おひさま
  - 梅ちゃん先生
  - あまちゃん
  - ごちそうさん
- ドラマ24（テレビ東京）
  - 怨み屋本舗
  - 勇者ヨシヒコシリーズ
- 毎日放送（MBS）制作深夜ドラマ（ドラマイズムなど）
  - 深夜食堂
  - 闇金ウシジマくん - TBSチャンネル、チャンネルNECOでも放送
  - 古代少女ドグちゃん
  - 悪霊病棟
- 関西テレビ制作・フジテレビ系火曜10時→9時枠 - 一部フジテレビTWO、ホームドラマチャンネルなどでも放送
  - GTO（反町隆史主演版）
  - 結婚できない男
  - 素敵な選TAXI
- NHKドラマ10、日本テレビ系水曜ドラマなどで放送されたシリーズ作品
- 土曜ワイド劇場、火曜サスペンス劇場、女と愛とミステリー→水曜ミステリー9などで放送された単発作品

### アニメ
- アルプスの少女ハイジ HDリマスター版
- 山ねずみロッキーチャック
- おおきく振りかぶって
- 金田一少年の事件簿
- ドラゴンクエスト 勇者アベル伝説（1989年 - 1990年、フジテレビ系）
- 魔法陣グルグル HDリマスター版
- はじめの一歩
- 忍者玉丸シリーズ
- 銀河英雄伝説
- るろうに剣心 -明治剣客浪漫譚-
- 最終兵器彼女 - ファミ劇初のオリジナルアニメ（東映ビデオ制作）
- 闘牌伝説アカギ 〜闇に舞い降りた天才〜
- 逆境無頼カイジ
- 妖怪ウォッチ（キッズステーションでも放送）
- ブラック・ジャック（2016年12月の放送ではKarte：47終了後にゲストキャラクターのアレクセイ・モロゾフ役の肝付兼太の追悼テロップが表示された）
- 啄木鳥探偵處
- 勇者が死んだ!
- MIX
- うる星やつら

### 特撮
- ウルトラシリーズ - TBSチャンネルでも放送
- 仮面ライダーシリーズ - テレ朝チャンネル1、東映チャンネルでも放送
- スーパー戦隊シリーズ - テレ朝チャンネル1、 東映チャンネルでも放送
- メタルヒーローシリーズ - 東映チャンネルでも放送
- 牙狼-GARO-シリーズ
- 行け!あひるお姉さんシリーズ（新潟発のミニ特撮ドラマ）

### 映画・オリジナルビデオ
- ほんとにあった! 呪いのビデオシリーズ
- 稲川淳二の超こわい話シリーズ

### バラエティ
- ザ・ドリフターズおよび志村けん出演の番組（イザワオフィス制作、主にフジテレビ系で放送されたもの）
  - ドリフ大爆笑
  - ドリフのクリスマスプレゼント
  - 志村けんのバカ殿様
  - 志村けんのだいじょうぶだぁ
  - 志村けんはいかがでしょう
  - けんちゃんのオーマイゴッド
  - 志村X以降、フジテレビ深夜枠で放送された志村けん番組
  - 志村けんの失礼しまぁーす!（この番組のみ日本テレビ系）
- 木曜スペシャル（日本テレビ系）
  - アメリカ横断ウルトラクイズ
  - 矢追純一UFOスペシャル
  - 「緊急検証!シリーズ」
  - 引田天功大脱出シリーズ
  - Mr.マリックの超魔術シリーズ
- 欽ドン!良い子悪い子普通の子（フジテレビ系）
- カックラキン大放送!!（日本テレビ系）※現在はホームドラマチャンネルで不定期放送
- キッチンが走る!（NHK）

### 音楽
- ザ・トップテン→歌のトップテン（日本テレビ系）※現在はホームドラマチャンネルで不定期放送

## 基本編成
※特別編成などにより、一部番組が異なる場合がある。

### 主な編成枠と編成内容
（2015年5月現在）

#### ベルト編成枠
- おはようサスペンス劇場 毎週月曜 - 金曜 8:30 - 10:30。サスペンスドラマ枠。
- 午後のワイドサスペンス 毎週月曜 - 金曜 12:00 - 18:00。サスペンスドラマ枠。
- ファミ劇9時 黄金タイム 毎週月曜 - 日曜 21:00 - 23:00
- ファミ劇11 毎週月曜 - 木曜 23:00 - 24:00

#### 週1回編成枠
- サタデーナイトMAX - 土曜 21:00 - 23:00。特集枠（金曜日夜の「ウィークエンドMAX」より改題）
- サンデープレミアム - 日曜 12:00 - 18:00。大型特集枠。
- 日曜テレビ秘宝館 - 日曜 24:00 - 26:00

## オリジナル番組
（2021年11月現在）

### 放送中の番組
- AKB48 ネ申テレビ 日曜 20:00 - 20:30
- スヌ子のぶらり酔いどれ飯
- STU48 イ申テレビ 木曜 18:30 - 19:00
- 緊急検証!シリーズ 不定期
- 声優のホンネ シーズン2

第1回：田中真弓×山口勝平（2021年10月22日・11月19日）、第2回：大塚明夫×山寺宏一（2021年11月19日）

### 放送終了した番組
- こちらファミリー劇場→オイラはドラマ!→おしえて!お茶の間博士→加藤夏希のファミナビ（プチファミナビ）→森下千里のファミナビ→ファ見る!
- ファミリー探検隊（ナビゲーター：きだつよし、宮内亜弥子）
2000年1月 - 2003年12月に放送。当時のファミリー劇場放映作品のゆかりの人物を毎回1組ゲストに招いてトークと番組紹介をする番組。ゲストには古谷一行、神谷明、山下真司、藤岡弘、、村野武範、水木一郎、伊藤かずえ、宮内洋らが出演した。
このうち藤岡弘、は2度にわたり『仮面ライダー』が放送された時に出演している（2002年12月放送時は秋田県で収録した1時間スペシャル版）。
水木一郎出演時（2000年9月）はラストに『コン・バトラーVのテーマ』が熱唱された。
- ウルトラ情報局
ウルトラシリーズゆかりのゲストを迎えてのトーク、ウルトラマン関連の最新情報など。鈴木繭菓がMCを務めていた。円谷プロ制作。
- ウルトラシリーズ特番「（作品名）のすべて」 - ウルトラシリーズの次作放送に合わせ編成されていた。
- ウルトラ体操シリーズ
- 忍者玉丸→忍者玉丸 東海道五十三次
ファミリー劇場オリジナルキャラクターの「忍者玉丸」をオリジナルアニメ化。2008年。
- よゐこのエコエコバラエティ〜天才?Dr.ハマックス〜
よゐこの二人（濱口優、有野晋哉）が、「環境問題をもっと身近に、子供たちにも分かりやすく」をコンセプトに、バラエティとアニメの二つのコーナーからなる企画が放送された。
- TVコメディークラブキング
元スネークマンショーの桑原茂一プロデュースのお笑い番組。エレキコミック、バナナマン、猫ひろしらが出演した。
- ますだおかだの出たぁトコ勝負!
ますだおかだ（増田英彦、岡田圭右）の冠番組。松竹芸能所属の若手芸人も登場した。2006年3月〜10月。
- ますおかの完パケましょう
ますだおかだの冠番組第2弾。「ゲストの夢、叶えます」をテーマに、毎回ゲストを招いて、ゲストの夢を真剣に叶えてあげるという企画に挑戦してきた。2007年、全12回。
- イッセー尾形の笑ートカタログ
イッセー尾形が5分間のショートネタを披露する。『 - 2』も制作された。2007年。
- キンキンのコーヒーブレイク
愛川欽也が、豊富な人生経験をもとに本音で語るトーク番組。2008年（全52回）。
- 月刊アニメージュTV
月刊アニメージュと連動した番組。石田彰と小島幸子の進行で、アニメの最新情報などを紹介。2009年6月をもって放送終了した（全65回）。
- アニメ 問わず語り
テーマをアニメに限定、またアニメ関係以外の人物が毎回1名ゲスト出演し、アニメの魅力を語る。題字は立川談志が手掛けた。2008年-2009年。
- ファミ劇Push!
- ファミゲキHOT REPORT（最新商品情報）
- ファ見る!ドラマスペシャル あゆみの事件簿（主演：別府あゆみ）
- みうらじゅんのわらいどころ
- まえだまえだのエコSP
- 80's 黄金のヒーロー列伝
出演：柴田英嗣（アンタッチャブル）
柴田英嗣が1980年代にスポットを当てて、年代を代表する人物にまつわる伝説を検証する。
- おぎやはぎ小木のナツハチ党!〜80'sの愛し方〜
出演：小木博明（おぎやはぎ）、児嶋一哉（アンジャッシュ）
小木と児嶋が懐かしの1980年代をこよなく愛する「ナツハチ党」を結党、当時のヒット商品を訪ね、その魅力を熱く語る。タイトルロゴは『夜のヒットスタジオ』の番組ロゴを模倣したものである。また、番組開始に合わせオリジナルの選挙カーを制作し、小木と児嶋が本当に選挙運動しているかのようにスチール写真を撮影した。
- Knock Out-競技クイズ日本一決定戦-不定期放送の特別番組。
- 山田五郎のだべり喫茶
出演：山田五郎、松嶋初音。
- 声優男子ですが…?
- 田丸麻紀のコーヒー、淹れたよ。
- 声優のホンネ
トーク番組。第1回：神谷明×千葉繁（2020年10月22日）、第2回：島本須美×三ツ矢雄二（11月7日）、第3回井上和彦×堀内賢雄（12月26日）[5]

## オープニング映像、ロゴマーク表示
番組開始前に、オープニング映像を流す（ミニ番組以外）。
制作局が製作したオープニング映像ではなくファミリー劇場オリジナルのもので、番組が始まる1・2分前に流す。その後制作局が作ったオープニング映像を流し、番組が始まる。
以下は歴代のオープニング映像の変遷。
- 初代（1996年1月1日 - 2001年4月頃） - 白バックに壮大なテーマ曲と共にファミリー劇場のロゴマークが完成するCGを流していた（番組によっては、オリジナル作品本編の前に独自で番組タイトルを表示することもあった）。
- 2代目（2001年5月中旬 - 2005年4月30日） - 2代目マスコットキャラクターのギュギュのファミリーがギュギュファミリーの歌（ファミリー ファミリー ファミリー ファミリー ファミリー劇場）の演奏の後に続き、ギュギュの手引きによる右スクロールでファミリー劇場のロゴが登場する。
- 3代目（2005年5月1日 - 2007年6月17日） - “ファミリー”を表す棒人形を使用し、その棒人形が遊園地で遊ぶという映像が流れ、その遊園地では、「ドラマ」「バラエティ」「アニメ」「時代劇」「特撮」の5種類で遊ぶ。その後、番組のショート映像が流れる。
  - 3.5代目（10周年記念バージョン 2006年1月1日 - 12月31日） - 3代目のオープニングのラスト10秒で画面が黒くなり虹色の帯がダッシュして、ファミリー劇場10周年のロゴが登場する。
- 4代目（2007年6月18日 - 2009年10月31日） - ファミリー劇場のロゴマークの中で、丸いボールがピンボールの感覚で動き、最後は鼻の頭にくっつく。4代目では、ロゴにやや立体感がある。
  - 4.5代目（2009年7月1日 - 7月31日） - 『AKB48ネ申テレビ シーズン2』放送開始に合わせ、AKB48のメンバーが登場。
- 5代目（2009年11月1日 - 不明） - 3代目マスコットキャラクターの「フィリックス」がロゴマークの外枠部分を筆で書く。これ以降16:9で制作。
- 6代目 (不明 - 使用中) - ファミリー劇場のロゴの鼻の部分が2回バウンドしてロゴが完成する。その後ロゴがジャンプしてチャンネルロゴが出てきてくっつく

番組オリジナルの本編中、オープニング映像（サブタイトル）終了後とエンディング前（「つづく」などの表示の前）に、画面右下に白文字で「ファミリー劇場」のロゴが表示される。2001年6月までは、強い黒縁取りに白でロゴマークが表示されていた。
2008年11月より、本編放送中に画面左上に「ファミリー劇場」のチャンネルロゴ表示が常時表示されるようになっている。ただし同年10月以前に放送された一部の作品（『金田一少年の事件簿』、『創聖のアクエリオン』、『Gメン'75』など）では前述の右下表示のロゴマークと重複して表示されることがある。2010年6月には「ファミリー劇場」の文字が大きくなり、くっきりとしたウォーターマークとなっている。現在は文字の位置が右上になっていてる。
また、オープニングの番組タイトルとオリジナル作品本編の間にCMが入ることが多い。番組によっては、提供スポンサーがつくこともある。
アニメ番組冒頭の「部屋を明るくして見るように」という注意のテロップも、オープニング映像に準じたものとなっている。
NHK制作の作品を放送する際、冒頭に「この番組はNHKで○○年○月から○月まで放送されたものです」とテロップが出る場合がある。

## マスコットキャラクター
1999年から2000年までは「お茶の間博士」（声：鈴木清信）、2001年から2005年春までは「ギュギュ」とその仲間たち（キュキュ、モガモガなど）を使用。2006年からは、かつてテレビアニメとして登場した「たまげ太くん」や、「忍者玉丸」などのオリジナルキャラクターを使用している。また、ファミリー劇場ホームページでもキャラクター紹介がある。
現在のマスコットキャラクター
現在は無し
過去のマスコットキャラクター
- お茶の間博士は1999年登場時は宮地雅子がナビゲーターをしていた『おしえて! お茶の間博士』に主に人形で登場したが、2000年には「ファミリー探検隊」や番宣にもたびたび登場、ファミリー劇場公式ホームページ「ファミゲキ・ドットコム」のカーソルポインターにも使用された。
- ギュギュとその仲間たちは、2001年から2005年までの4年間、番組オープニングやステーションID（オリジナルCM）に多数登場、ファミリー劇場ホームページに「ギュギュ」のコーナーも設けられた。放送ではその他にも加藤夏希のファミナビに登場した。朝日放送のマスコット「キュキュ」とは全くの無関係。
- ザツ学課長 - ファミリー劇場オリジナルキャラクター。正式には「清水課長」。訳知りで教えたがりなことから社内で「ザツ学課長」と呼ばれている。
- たまげ太くん - となりのたまげ太くんを参照。
- くらおとくらら - ファミリー劇場オリジナルによる癒し系のクラゲのキャラクター。
- 忍者玉丸 - ファミリー劇場オリジナルによる忍者キャラクター。なお、同名のアニメ作品が本チャンネルでも放送されていた。
- P☆Star（ピスター）
- フィリックス・ザ・キャット - オープニング映像のほか、CMスポットにも登場していた。

## 他チャンネルとの連携
- 2004年から毎年夏休み期間中は、ファミリー劇場と東映チャンネル、テレ朝チャンネルとの3チャンネル合同企画『スーパーヒーローMAX』を展開している。期間中、仮面ライダーシリーズとスーパー戦隊シリーズよりTV作品や劇場版の他、戦隊出身女優が司会をする情報番組『スーパーヒーローMAXナビ』などを放送している。この他にも、以前は特撮情報マガジン『東映ヒーローMAX』（辰巳出版刊）誌面にチャンネル情報ページ「ファミリー劇場 Information」を掲載していた。
- 2012年秋には、東映チャンネルと共同で「ドラマクロスプロジェクト」として『特捜最前線』・『プレイガール』の2作品をリメイク版として制作し、両チャンネルでそれぞれ異なる作品を放送。ファミリー劇場では同年10月に『プレイガール2012〜連鎖誘拐殺人を暴け!熱くてエロくてヤバい女豹たち〜』を放送した。